# Černouček
Černouček (en allemand : Tschernoutschek) est une commune du district de Litoměřice, dans la région d'Ústí nad Labem, en Tchéquie. Sa population s'élevait à 287 habitants en 2021.

## Géographie
Černouček se trouve à 8 km au sud-est de Roudnice nad Labem, à 24 km au sud-est de Litoměřice, à 38 km au sud-est d'Ústí nad Labem et à 34 km au nord-nord-ouest de Prague.

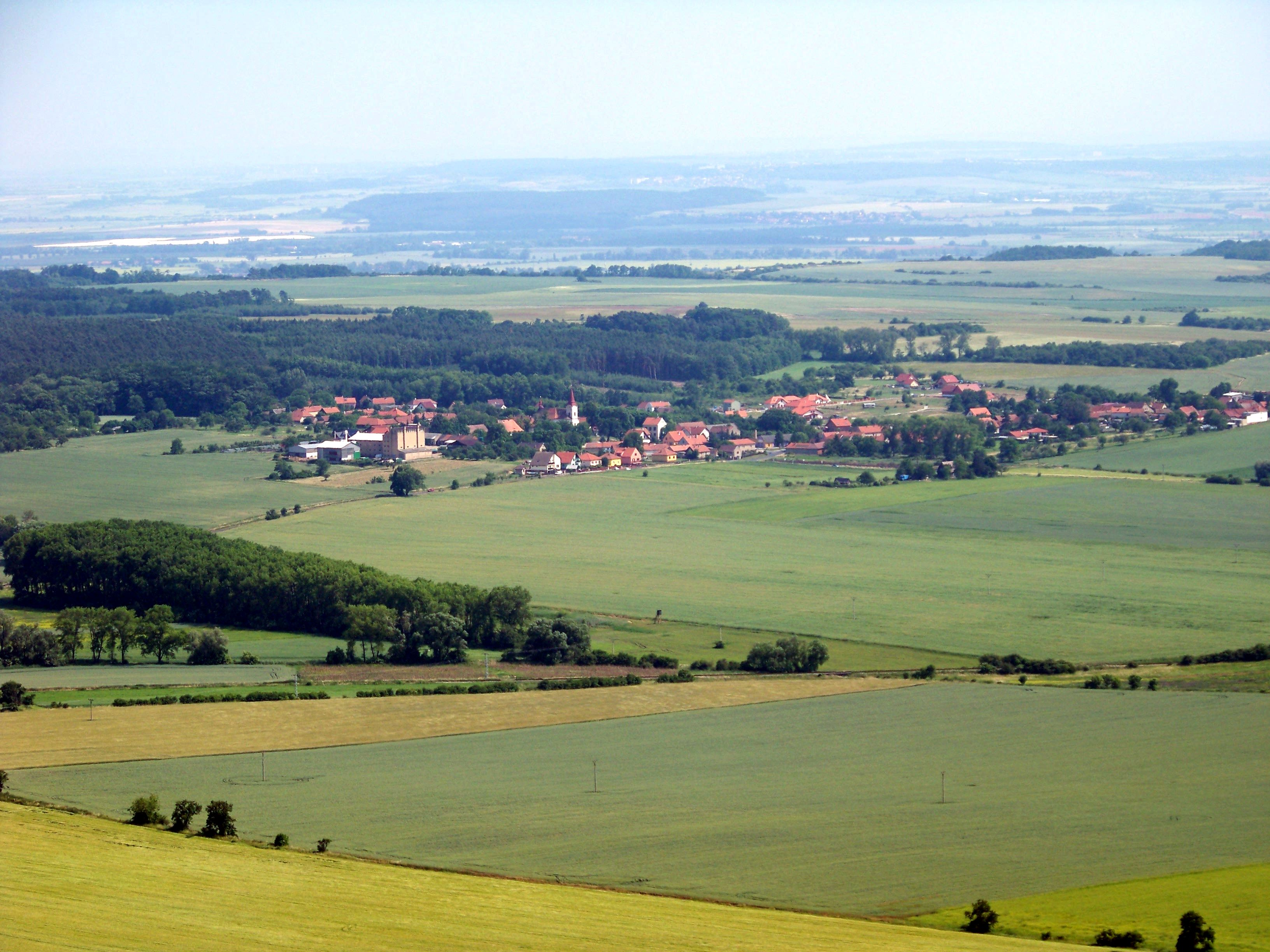
Vue aérienne.

La commune est limitée par Ctiněves au nord, par Kostomlaty pod Řípem et Horní Beřkovice à l'est, par Jeviněves et Ledčice au sud, et par Mnetěš à l'ouest.

## Histoire
La première mention écrite de la localité date de 1100.

## Transports
Par la route, Hoštka se trouve  à 15 km de Mělník, à 29 km de Litoměřice, à 42 km de Prague, à 53 km d'Ústí nad Labem.